# مدینه خلیفه جنوبی
مدینه خلیفه جنوبی یک منطقهٔ مسکونی در قطر است که در شهرداری دوحه واقع شده‌است. مدینه خلیفه جنوبی ۲٫۶ کیلومتر مربع مساحت و ۱۹٬۸۲۱ نفر جمعیت دارد.